# 영리한 문제아들
《영리한 문제아들》은 2020년에 V LIVE, 유튜브, 페이스북에서 방송된 웹예능이다.